# Prova de Abertura
La Prova de Abertura est une course cycliste portugaise disputée au mois de février dans les communes du district d'Aveiro. Inscrite au calendrier de la Coupe du Portugal, elle est ouverte aux cyclistes professionnels et amateurs. Elle accueille généralement la plupart des équipes portugaises, ainsi que quelques clubs amateurs du Nord-Ouest de l'Espagne. 
Comme son nom l'indique, elle inaugure habituellement la saison cycliste dans le pays,. C'est une course de préparation idéale pour le Tour de l'Algarve. Le parcours, relativement plat, est plutôt propice aux sprinteurs. 
En 1998, elle fait partie du calendrier professionnel de l'UCI dans la plus petite catégorie (1.5). 

## Palmarès
| Année                                       | Vainqueur                              | Deuxième             | Troisième             |
| ------------------------------------------- | -------------------------------------- | -------------------- | --------------------- |
| Prova de Abertura                           |                                        |                      |                       |
| 1945                                        | João Lourenço                          |                      |                       |
| 1946                                        | Non-organisé ou non-documenté          |                      |                       |
| 1947                                        | João Lourenço                          |                      |                       |
| 1948                                        | Império dos Santos                     |                      |                       |
| 1949                                        | Onofre Tavares                         |                      |                       |
| 1950                                        | João Lourenço                          |                      |                       |
| 1951                                        | Miguel Rodrigues                       |                      |                       |
| 1952                                        | Américo Raposo (pt)                    |                      |                       |
| 1953                                        | Fernando Maltês                        |                      |                       |
| 1954                                        | Armando Pereira                        |                      |                       |
| 1955                                        | Miguel Rodrigues                       |                      |                       |
| 1956                                        | Non-organisé ou non-documenté          |                      |                       |
| 1957                                        | Américo Raposo (pt)                    |                      |                       |
| 1958                                        | João Marcelino                         |                      |                       |
| 1959                                        | Pedro Polainas                         |                      |                       |
| 1960                                        | Manuel Graça                           |                      |                       |
| 1961                                        | António Pisco                          |                      |                       |
| 1962                                        | João Roque (pt)                        |                      |                       |
| 1963                                        | Non-organisé ou non-documenté          |                      |                       |
| 1964                                        | Peixoto Alves                          |                      |                       |
| 1965                                        | Pedro Moreira                          |                      |                       |
| 1966                                        | Manuel da Costa                        |                      |                       |
| 1967                                        | Augusto Cardoso                        |                      |                       |
| 1968                                        | Manuel da Costa                        |                      |                       |
| 1969                                        | Fernando Mendes                        |                      |                       |
| 1970                                        | Emiliano Dionisio Rodrigues (pt)       |                      |                       |
| 1971                                        | Manuel Correia                         |                      |                       |
| 1972-1983                                   | Non-organisé ou non-documenté          |                      |                       |
| 1984                                        | José Amaro                             |                      |                       |
| 1985-1990                                   | Résultats différents selon les sources |                      |                       |
| Prova de Abertura - Troféu RDP Algarve      |                                        |                      |                       |
| 1991                                        | Pedro Silva                            |                      |                       |
| 1992                                        | Non-organisé ou non-documenté          |                      |                       |
| 1993                                        | José Barros                            |                      |                       |
| 1994                                        | Pedro Silva                            |                      |                       |
| 1995                                        | Manuel Liberato (nl)                   | Jorge Mendes         | Paulo Martins         |
| 1996                                        | Pedro Silva                            | Cândido Barbosa      | Luis Colaço (nl)      |
| 1997                                        | Cândido Barbosa                        | Manuel Liberato (nl) | Luís Machado          |
| 1998                                        | Jesús Blanco Villar                    | Diego Luis Prior     | Luís Sarreira         |
| 1999                                        | Nuno Marta (en)                        | Manuel Liberato (nl) | Saulius Šarkauskas    |
| 2000                                        | Manuel Liberato (nl)                   | Ángel Edo            | Pedro Cardoso         |
| 2001                                        | Nuno Marta (en)                        | Saulius Šarkauskas   | Pedro Lopes (pt)      |
| 2002                                        | Cândido Barbosa                        | Bruno Castanheira    | Nuno Marta (en)       |
| 2003                                        | Alberto Benito                         | Rubén Galván         | Nuno Marta (en)       |
| 2004                                        | Pedro Lopes (pt)                       | Gerardo Fernández    | José Carlos Rodrigues |
| 2005                                        | Cândido Barbosa                        | Alberto Benito       | Cláudio Faria         |
| 2006                                        | Bruno Neves                            | Nuno Marta (en)      | Sérgio Ribeiro        |
| 2007                                        | Manuel Cardoso                         | Francisco Pacheco    | Martín Garrido        |
| 2008                                        | Bruno Neves                            | Manuel Cardoso       | Cândido Barbosa       |
| 2009                                        | Theo Bos                               | Michael Van Staeyen  | Manuel Cardoso        |
| 2010                                        | Filipe Cardoso                         | Bruno Sancho         | Samuel Caldeira       |
| Prova de Abertura - Troféu Cidade de Loulé  |                                        |                      |                       |
| 2011                                        | Sérgio Sousa                           | Bruno Saraiva        | Ricardo Mestre        |
| 2012                                        | Samuel Caldeira                        | Pedro Paulinho       | Bruno Sancho          |
| 2013                                        | Carlos Oyarzún                         | André Cardoso        | Arkaitz Durán         |
| Prova de Abertura - Troféu Cidade da Anadia |                                        |                      |                       |
| 2014                                        | Daniel Mestre                          | Filipe Cardoso       | Rafael Silva          |
| 2015-2016                                   | non-organisé                           |                      |                       |
| Prova de Abertura - Região de Aveiro        |                                        |                      |                       |
| 2017                                        | Francisco Campos                       | César Martingil      | Fábio Silvestre       |
| 2018                                        | Tiago Machado                          | João Matias          | Luís Mendonça         |
| 2019                                        | Rui Oliveira                           | César Martingil      | Luís Mendonça         |
| 2020                                        | Alberto Gallego                        | Leangel Linarez      | Luís Mendonça         |
| 2021                                        | Luís Mendonça                          | César Fonte          | Rafael Silva          |
| 2022                                        | Leangel Linarez                        | Tomás Contte         | César Martingil       |
| 2023                                        | Santiago Mesa                          | Rafael Silva         | Francisco Campos      |
| 2024                                        | Tomás Contte                           | Afonso Eulálio       | Tiago Leal            |
| 2025                                        | Santiago Mesa                          | Tomás Contte         | Leangel Linarez       |